# Mala Vrbnica
Pour les articles homonymes, voir Vrbnica.
Mala Vrbnica (en serbe cyrillique : Мала Врбница) est un village de Serbie situé dans la municipalité de Brus, district de Rasina. Au recensement de 2011, il comptait 185 habitants.

## Démographie
| 1948 | 1953 | 1961 | 1971 | 1981 | 1991 | 2002 | 2011 |
| ---- | ---- | ---- | ---- | ---- | ---- | ---- | ---- |
| 438  | 468  | 447  | 359  | 303  | 261  | 223  | 185  |

|  |